# (10044) Squyres
(10044) Squyres es un asteroide que forma parte del cinturón de asteroides y fue descubierto el 15 de septiembre de 1985 por Eugene Merle Shoemaker y Carolyn Jean S. Shoemaker desde el observatorio del Monte Palomar, Estados Unidos.

## Designación y nombre
Squyres se designó inicialmente como 1985 RU.
Más adelante, en 2002, fue nombrado en honor del astrónomo estadounidense Steven W. Squyres.

## Características orbitales
Squyres está situado a una distancia media de 2,564 ua del Sol, pudiendo acercarse hasta 1,706 ua y alejarse hasta 3,421 ua. Tiene una inclinación orbital de 16,51 grados y una excentricidad de 0,3345. Emplea en completar una órbita alrededor del Sol 1499 días. El movimiento de Squyres sobre el fondo estelar es de 0,2401 grados por día.

## Características físicas
La magnitud absoluta de Squyres es 13,5.